# Kreisgericht Eilenburg (Preußen)
Das Kreisgericht Eilenburg war von 1849 bis 1879 ein preußisches Kreisgericht mit Sitz in Eilenburg. 

## Geschichte
Die „Verordnung über die Aufhebung der Privatgerichtsbarkeit und des eximierten Gerichtsstandes sowie über die anderweitige Organisation der Gerichte“ vom 2. Januar 1849 hob dann auch die Patrimonialgerichtsbarkeit auf. Gleichzeitig wurde das Appellationsgericht Naumburg geschaffen, dem Kreisgerichte, darunter das Kreisgericht Eilenburg zugeordnet waren. Sein Sprengel umfasste:
| Sprengel | Gerichtseingesessene 1849 |
| --- | ------------------------- |
| Einen Teil des Kreises Delitzsch: Battaune, Behlitz, Badrina, Berg vor Eilenburg, Bötzen, Boyda, Bunitz, Cupsal, Cletzen, Collau, Cossen, Kospa, Doberschütz, Stadt Eilenburg mit den Vorstädten, Rittergut Eilenfeld, Rittergut Friedrichshöhe, Gollmenz, Gordemitz, Gostemitz, Groitzsch, Groß Wölkau, Gotha, Gallen, Göritz, Groß Krostitz, Gruna, Hainichen mit Erwinhof, Hohenleina mit Seereiser Mark, Hohenossig, Hohenprießnitz mit Vorwerk Nachtigall, Jesewitz, Jora mit Vorwerk Grünau, Klein Wölkau mit Rittergut Wölkau, Krippehna, Klein Krostitz, Kültzschau, Liemehna, Laußig, Lehelitz mit Seereiser Mark, Lindenhayn, Mutschlena, Mölbitz, Mörtitz, Mensdorf, Naundorf b. Eilenburg, Vorwerk Roitzsch, Nieder Glaucha, Niederossig, Naschkau, Ochelmitz, Ober Glaucha, Pehritzsch, Priester, Paschwitz, Pressen, Pröttitz, Pohritzsch, Pristäblich, Rödgen b. Eilenburg, Roitzsch, Sprotta, Steubeln, Schnaditz, Scholitz, Tiefensee mit Vorwerk Brösen, Wöllmen, Wöllnau, Weltewitz, Wölpern, Wellaune, Wedelwitz, Zschepplin, Zschettgau, Zschölkau | 25.698                    |
| Aus dem Kreis Torgau das Dorf Pressel | 920                       |
| Aus dem Kreis Bitterfeld der Bezirk des Einzelrichters in Düben | 9.243                     |
| Summe | 35.861                    |

Eine Gerichtskommission wurde in Düben eingerichtet.
Mit den Reichsjustizgesetzen wurden die Gerichte im Deutschen Reich vereinheitlicht. Das Kreisgericht Eilenburg wurde 1879 aufgehoben. Neu eingerichtet wurde nun das Amtsgericht Eilenburg im Bezirk des Landgerichtes Halle.

## Gerichtskommission Düben
Die Gerichtskommission Düben war für die Stadt Düben sowie die Orte Authausen, Brösa, Coßa, Durchwehna, Görschlitz mit Forsthaus Wartha, Rösa, Schwemsal mit Vorwerk Schwerz, Alaunwerk Schwemsal, Söllichau und Tornau zuständig. Dieser Sprengel umfasste 1849 8.061 Gerichtseingesessene. 1879 wurde die Gerichtskommission aufgehoben und das Amtsgericht Düben gebildet.